# Berylmys mackenziei
Berylmys mackenziei е вид гризач от семейство Мишкови (Muridae).

## Разпространение
Видът е разпространен във Виетнам, Индия, Китай и Мианмар.